# Inge Ejderstedt
Inge Ejderstedt (Lenhovda, 1946. december 24. –)  svéd válogatott labdarúgó.

## Pályafutása

### A válogatottban
1968 és 1974 között 22 alkalommal szerepelt a svéd válogatottban és 8 gólt szerzett. Részt vett az 1970-es és az 1974-es világbajnokságon.

## Sikerei, díjai
Östers IF
- Svéd bajnok (1): 1968

Anderlecht
- Belga bajnok (2): 1971–72, 1973–74
- Belga kupa (2): 1971–72, 1972–73